# Беляковка (приток Пышмы)
Беляковка — река в России, протекает по Талицкому району Свердловской области. Устье реки находится в 245 км по правому берегу реки Пышма у деревни Дёмино. Длина реки составляет 95 км.

## Этимология
Название реки происходит от племени татар (белаковских татар), проживавших в прошлом по берегам реки Беляковки.

## Притоки
- 11 км: Рамыль, устье у д. Большой Рамыл
- 20 км: Логушка
- 28 км: Ертарка, устье у пос. Ертарский
- 46 км: Бутка[4]
- 62 км: Белая
- Боровая, устье у с. Береговая
- Ковториха
- Макариха, устье у с. Бутка
- Барабан, устье у с. Казаковское
- 82 км: Калиновка

## Населённые пункты
- Новая
- Пиджаковка
- Басмановское
- Горскино
- Казаковское
- Непеина
- с. Бутка
- Береговая
- Данилова
- пионерлаг. Спутник
- пос. Ертарский
- Потаскуева
- Комарова
- Большой Рамыл
- Малахова
- Дёмино

## Данные водного реестра
По данным государственного водного реестра России относится к Иртышскому бассейновому округу, водохозяйственный участок реки — Пышма от Белоярского гидроузла и до устья, без реки Рефт от истока до Рефтинского гидроузла, речной подбассейн реки — Тобол. Речной бассейн реки — Иртыш.
Код объекта в государственном водном реестре — 14010502212111200008164.